# 拉格朗日定理 (群論)
拉格朗日定理是群論中一個重要的結果，描述了一個群和它的子群的元素個數之間的關係。這個定理對有限群的結構給出了很多線索。

## 定理陳述
拉格朗日定理 — 如果 {\displaystyle H} 是群 {\displaystyle G} 的子群，那麼 {\displaystyle |G|=|H|[G:H]} 
而如果 {\displaystyle G} 是有限群，那麼這個定理可以簡化成—— {\displaystyle |H|} 是 {\displaystyle |G|} 的因數。
定理的證明利用了陪集的以下性質：
1. 一個子群的所有陪集在集合意義下有相同的大小[註 2]（ Cardinality ）[2]。
2. 一個子群的所有陪集分割[註 3]了整個群[3]。
3. 根據集合的特性， {\displaystyle G} 的大小可以寫成是陪集的大小（ {\displaystyle |H|} ）乘上[註 4]陪集的數量（ {\displaystyle [G:H]} ）。

## 推論
1. 由拉格朗日定理可立即得到——有限群 {\displaystyle G} 中每個元素的階（ Order ）都會整除群 {\displaystyle G} 的階（考慮由這個元素生成的循環群）。
2. 如果 {\displaystyle |G|} 是質數，那麽 {\displaystyle G} 同構於質數階的循環群 {\displaystyle C_{|G|}} （因為質數沒有 {\displaystyle 1} 和自身以外的因數）[4]。
3. 費馬小定理是拉格朗日定理的一個簡單推論[5]。

## 逆命題
拉格朗日定理的逆命題並一般來說不成立。 {\displaystyle |G|} 的因數可能不是任何子群的階。例如交錯群 {\displaystyle A_{4}} 的階是 {\displaystyle 12} ，但它沒有任何階是 {\displaystyle 6} 子群。然而柯西定理以及它的推廣——西羅定理——則表明：具有特定形式的因數確實是某個子群的階；而如果 {\displaystyle G} 是可解群的話，則西羅定理還可以進一步推廣成霍爾定理。

## 註解
1. ↑  沒有假設是有限群
2. ↑  或稱——勢
3. ↑  意思是每個群元素都位在剛好一個（ exactly one ）陪集之中
4. ↑  cardinality 意義下的乘法。在有限的情況下就和是普通意義的整數乘法

## 引用
1. ↑  Hungerford 1974，第39頁，Corollary 4.6.
2. ↑  Hungerford 1974，第38頁，Theorem 4.2.
3. ↑  Hungerford 1974，第38頁，Corollary 4.3.
4. ↑  Gallian 2012，第149頁，Corollary 3.
5. ↑  Gallian 2012，第149頁，Corollary 5.
6. ↑  Gallian 2012，第149頁，Example 5.